# (2466) Golson
(2466) Golson es un asteroide perteneciente al cinturón de asteroides, descubierto el 7 de septiembre de 1959 por el equipo de la Universidad de Indiana desde el Observatorio Goethe Link, Brooklyn (Estados Unidos).

## Designación y nombre
Designado provisionalmente como 1959 RJ. Fue nombrado Golson en homenaje a "John C. Golson" miembro del equipo del observatorio.